# Les Femmes d'Amphissa
Les Femmes d'Amphissa est une peinture de Sir Lawrence Alma-Tadema réalisée en 1887 et actuellement conservée au Clark Art Institute de Williamstown. C'est une huile sur toile de 121 cm sur 182 cm mettant en scène les thyiades au réveil dans une attitude très lascive. Alma-Tadema reçoit à l'Exposition universelle de Paris de 1889 une médaille pour ce tableau qui dévoile la virtuosité d'un peintre incarnant à la perfection le style victorien de la fin du XIXe siècle.

## Le contexte mythologique
Les thyiades sont, dans la Grèce antique, des femmes composant le cortège de Dionysos. Elles atteignaient l'extase et la transe en hurlant et en dansant. Elles usaient de nombreux attributs dionysiaques tels la nébride ou le thyrse et se droguaient à l'aide de feuilles de lierre qu'elles mâchaient.
Alma-Tadema restitue avec exactitude sur sa toile les événements racontés par Plutarque : « À l'époque où des usurpateurs de Phocide s'emparèrent du sanctuaire de Delphes et où les Thébains leur déclarèrent la guerre dite sacrée, les femmes au service de Dionysos, qu'on appelle les thyiades, en transe et errant la nuit, ne s'aperçurent pas qu'elles se trouvaient sur le territoire d'Amphissa. Exténuées et sans avoir encore repris leurs sens, elles s'abattirent sur le marché et s'endormirent éparpillées là où elles étaient tombées. Les femmes d'Amphissa, vu que les Phocidiens étaient dans le camp des alliés et vu la présence de nombreux soldats des usurpateurs, craignant que les thyiades ne soient violentées, accoururent toutes au marché, entourèrent silencieusement les dormeuses sans les questionner, leur rendirent tous les soins possibles et leur apportèrent à manger. Elle persuadèrent enfin leurs maris de les laisser les reconduire à la frontière en les escortant pour leur sûreté. » (Plutarque, Œuvres morales, Conduites méritoires des femmes XIII, 249e).

## Le tableau
On découvre les thyiades au réveil, allongées à même le sol, les cheveux en bataille, les pieds nus. Certaines dorment encore tandis que d'autres s'étirent de façon nonchalante. Le sol est jonché de leurs vêtements, de peaux de bêtes et de tambourins. Leurs postures lascives, peintes toutes en courbes, soulignent la nuit de débauche qu'elles viennent de passer.
L'attitude des thyiades contraste fortement avec celles des femmes venues faire leur marché qui sont raides, figées et qui rappellent par leur gravité les statues antiques. On peut lire sur les visages des nombreuses femmes découvrant cette scène de débauche une myriade de réactions différentes. Alors que certaines semblent étonnées par la présence de ces femmes, d'autres exposent leur dédain, voire leur mépris. Quelques-unes affichent leur curiosité, leur étonnement et même leur envie.
Sur la place où se déroule la scène, le marché est déjà installé avec les nombreux produits qu'il propose : huiles, miel, œufs, viande, poissons ... Alma-Tadema offre au spectateur la rencontre de deux groupes exclusivement féminins. Seul un homme figure dans le tableau : un marchand situé dans la pénombre de son étal.